# Nati nel 930
| Questa pagina contiene informazioni ricavate automaticamente dalle voci biografiche con l'ausilio del template Bio e di un bot. L'aggiornamento è periodico e automatico e ricostruisce completamente la pagina. Se manca una persona in questa lista, sei pregato di non aggiungerla, ma accertati piuttosto che la sua voce biografica contenga il template Bio e che i dati anagrafici siano correttamente compilati. Se il template Bio manca, inseriscilo tu stesso o, in alternativa, metti l'avviso {{tmp\|Bio}} che ne segnala la mancanza. Se i dati riportati sono sbagliati, correggi direttamente la voce biografica; le modifiche saranno visibili in questa lista entro pochi giorni. Per chiarimenti vedi il progetto biografie. La lista contiene solo le 7 persone che sono citate nell'enciclopedia e per le quali è stato implementato correttamente il template Bio. Pagina aggiornata al 13 gen 2025. |

- Arduino il Glabro, nobile franco († 976)
- Gisulfo I di Salerno, principe longobardo
- Liudolfo di Svevia, duca († 957)
- Notger II di San Gallo, abate e vescovo tedesco († 1008)
- Alferio Pappacarbone, abate italiano († 1050)
- Ya'qub ibn Killis, funzionario iracheno († 991)
- Ali ibn Abbas al-Majusi, medico, psicologo e scrittore persiano († 994)